# Sci di fondo alla XXVII Universiade invernale
Le gare di sci di fondo della XXVII Universiade invernale si sono svolte dal 25 gennaio al 1º febbraio 2015, a Štrbské Pleso, in Slovacchia. In programma nove eventi.

## Podi

### Uomini
| Evento                 | Oro                                                                  | Tempo     | Argento                                                                        | Tempo     | Bronzo                                                     | Tempo     |
| Sprint                 | Andrej Lar'kov                                                       |           | Anton Gafarov                                                                  |           | Raul' Šakirzjanov                                          |           |
| 10 km tecnica classica | Andrej Feller                                                        | 23:29,2   | Artem Nikolaev                                                                 | 23:30,0   | Valerij Gontar'                                            | 23:39,3   |
| Skiathlon 30 km        | Andrej Lar'kov                                                       | 1:16:20,1 | Raul' Šakirzjanov                                                              | 1:16:20,7 | Artem Nikolaev                                             | 1:16:21,7 |
| Staffetta 4x10 km      | Russia Andrej Feller Artem Nikolaev Raul' Šakirzjanov Andrej Lar'kov | 1:22:49,0 | Kazakistan Aleksandr Malyšev Evgenij Veličko Evgenij Bondarenko Mark Starostin | 1:24:42,7 | Rep. Ceca Jacob Kordač Adam Fellner Jakub Gräf Daniel Máka | 1:25:46,0 |

### Donne
| Evento                | Oro                                                        | Tempo   | Argento                                                       | Tempo   | Bronzo                                          | Tempo   |
| Sprint                | Anastasija Slonova                                         |         | Ewelina Marcisz                                               |         | Svetlana Nikolaeva                              |         |
| 5 km tecnica classica | Oksana Usatova                                             | 13:09,5 | Anastasija Slonova                                            | 13:27,6 | Lilija Vasil'eva                                | 13:31,4 |
| Skiathlon 15 km       | Anastasija Slonova                                         | 44:47,1 | Svetlana Nikolaeva                                            | 44:55,9 | Ewelina Marcisz                                 | 45:02,3 |
| Staffetta 3x5 km      | Russia Oksana Usatova Viktorija Karkina Svetlana Nikolaeva | 47:47,1 | Kazakistan Anna Stojan Viktorija Lančakova Anastasija Slonova | 48:30,7 | Francia Iris Pessey Julia Devaux Marion Buillet | 49:18,2 |

### Misti
| Evento           | Oro                                       | Tempo    | Argento                                     | Tempo    | Bronzo                                  | Tempo    |
| Staffetta sprint | Russia I Anton Gafarov Svetlana Nikolaeva | 19:56,98 | Russia II Raul' Šakirzjanov Anna Povaljaeva | 20:00,84 | Rep. Ceca II Jan Šrail Karolína Grohová | 20:01,76 |

## Medagliere
| Pos.   | Paese      | Oro | Argento | Bronzo | Totale |
| ------ | ---------- | --- | ------- | ------ | ------ |
| 1      | Russia     | 7   | 5       | 5      | 17     |
| 2      | Kazakistan | 2   | 3       | 0      | 5      |
| 3      | Polonia    | 0   | 1       | 1      | 2      |
| 4      | Rep. Ceca  | 0   | 0       | 2      | 2      |
| 5      | Francia    | 0   | 0       | 1      | 1      |
| Totale | Totale     | 9   | 9       | 9      | 27     |